# Thorichthys affinis
Espèce
Thorichthys affinis est une espèce de poissons de la famille des Cichlidae.